# سقف فلزی
سقف فلزی یک سیستم سقفی است که از قطعه ای فلزی یا کاشی‌هایی که دارای ویژگی‌هایی چون مقاومت بالا، نفوذناپذیری و طول عمر است ساخته می‌شود. روی، مس و آلیاژهای فولادی در ساخت آن پراستفاده اند.

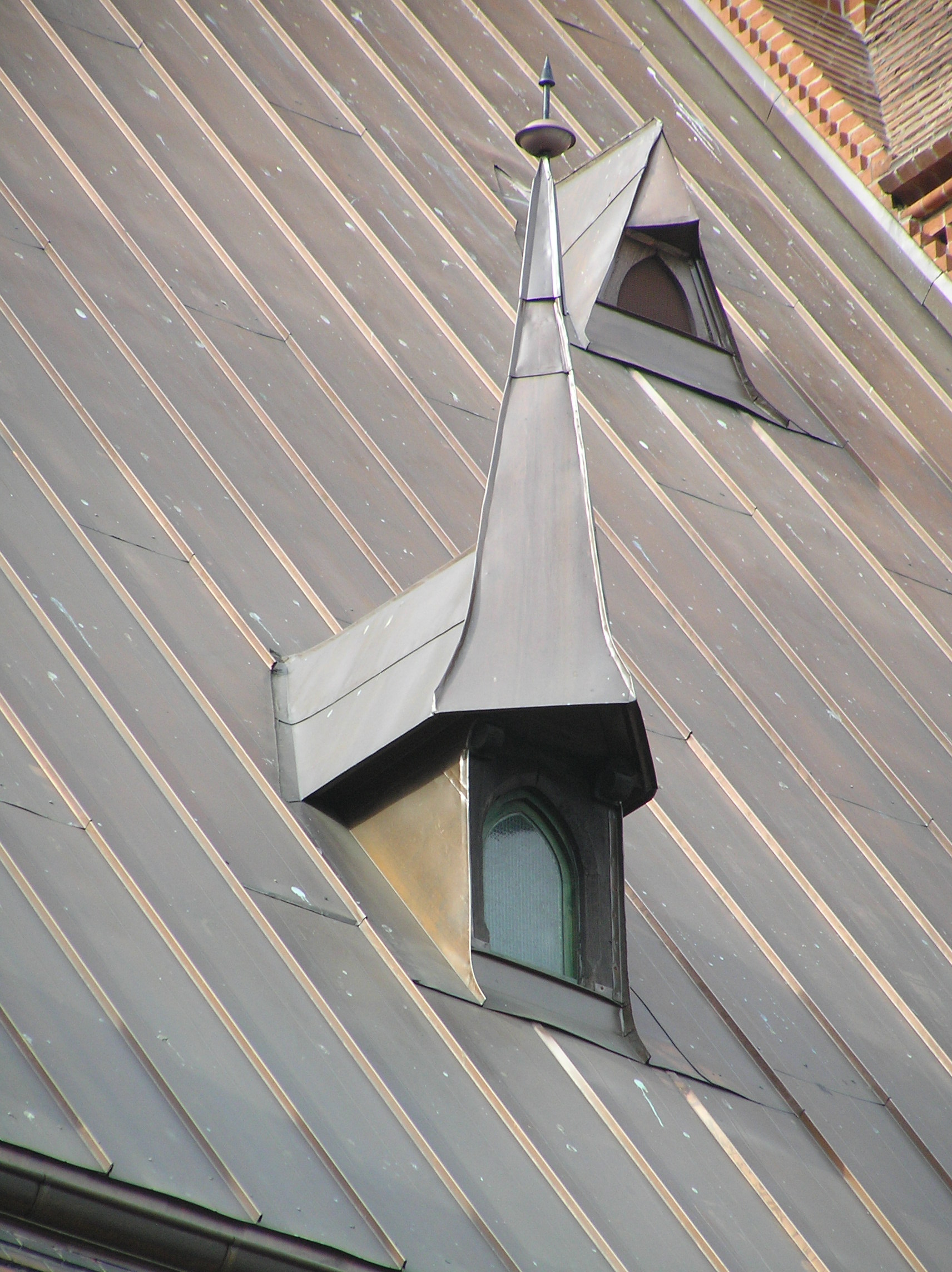
روی، سقف درز ایستاده در لهستان

## تاریخچه
به مدت هزاران سال مس نقش مهمی در معماری ایفا می‌کرد. در قرن سوم پیش از میلاد، قطعات سقف مسی در معبد لاواماهاپایا در سری لانکا نصب شد. رومیان از مس به عنوان پوشش سقف برای پانتئون در سال ۲۷ پیش از میلاد استفاده کردند. قرن‌ها بعد مس و آلیاژهای آن در معماری قرون وسطایی اروپا مورد استفاده قرار گرفت. سقف مسی کلیسای جامع سنت مری (هیلدسهایم) که در سال ۱۲۸۰ میلادی نصب شد، مدت‌ها پابرجا بود تا جایی زمانی که در بمباران‌های جنگ جهانی دوم نابود شد. سقف کرونبورگ، یکی از مهم‌ترین کاخ‌های رنسانس شمال اروپا نیز در سال ۱۵۸۵ میلادی نصب شد. مس در این ساختمان در سال ۲۰۰۹ نوسازی شد.

## نقاط قوت

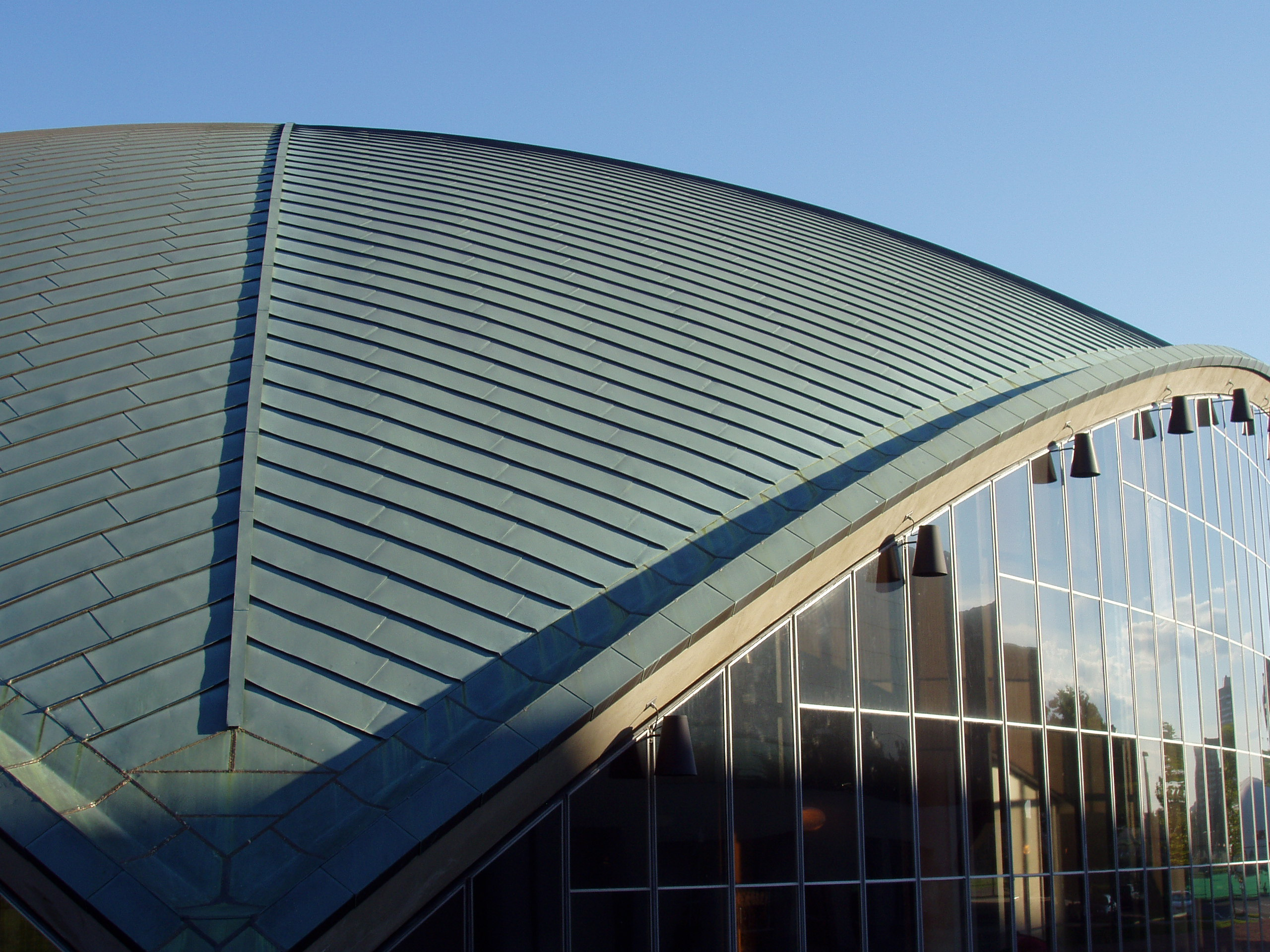
استفاده از سقف‌های فلزی در سازه‌ها و معماری‌های مدرن و پیشرفته

سقف‌های فلزی می‌توانند تا ۱۰۰ سال عمر کنند. نصب کننده‌ها آن‌ها را ۵۰ سال ضمانت می‌کنند. به علت عمر زیاد آن‌ها، بیشتر سقف‌های فلزی در طولانی مدت ارزان‌تر از قطعات سقف آسفالتی اند.
سقف فلزی می‌تواند شامل درصد زیادی از مواد بازیافت شده باشد و ۱۰۰٪ بازیافت پذیر است. سقف فلزی به اندازه آسفالت، به عنوان یک ماده پرکاربرد در ساخت سقف، داغ نمی‌شود و در تابستان گرما را از ساختمان دور می‌کند. در ابعاد بزرگتر استفاده از آن گرمای اثر جزیره را در مقایسه با آسفالت از شهرها کم می‌کند. علاوه بر این با داشتن ویژگی عایق بودن، سقف‌های فلزی نه تنها هزینه‌های انرژی را در تابستان ۴۰٪ کاهش می‌دهند، بلکه ۱۵٪ از هزینه‌های انرژی در زمستان را نیز کاهش می‌دهند .(با توجه به مطالعه آزمایشگاه ملی اوک ریج در سال ۲۰۰۸). این نتیجه‌گیری بر پایه استفاده از سیستم بند بند چهار اینچی بین تخته سه لایه و فلز دارای رنگ سرد در بالای آن بنا شده‌است. این یک شکاف هوایی بین سقف از جنس تخته سه لایه و فلز ایجاد می‌کند. فلزات دارای رنگ سرد، رنگ‌های روشن و قابل بازتابی چون سفید دارند. این مطالعه در ادامه بیان کرد که آب‌بندی مجدد و عایق کاری مجاری هوا در اتاق‌های زیر شیروانی می‌تواند باعث کاهش هزینه‌ها به مقدار بیشتر نیز شود.
سقف فلزی همچنین سبک است و تنش کمتری روی بار تماسی اجزای حمایتی سازه‌ها اعمال می‌کند و می‌تواند روی یک سقف از پیش ساخته شده نصب شود. یک سقف سبک برای سازه‌های بزرگ و قدیمی مناسب است، زیرا تمامیت و یک پارچگی کلی سازه ساختمان را حفظ می‌کند. با وجود سبکی، سقف بندی فلزی باعث افزایش مقاومت مقابل باد در مقایسه با دیگر مواد ساخت سقف است. این به این دلیل است که سقف فلزی از پنل‌های در هم قفل شونده استفاده می‌کند.

## نقاط ضعف
نقاط ضعف سقف‌های فلزی شامل صدای تولید شده هنگام برخورد باران به سقف، احتمال ایجاد فرورفتگی هنگام برخورد تگرگ‌های بزرگ، و در مناطق برفی احتمال ریزش برف از سقف روی سر عابران پیاده و اموال و دارایی هاست.

## نوع مواد مورد استفاده

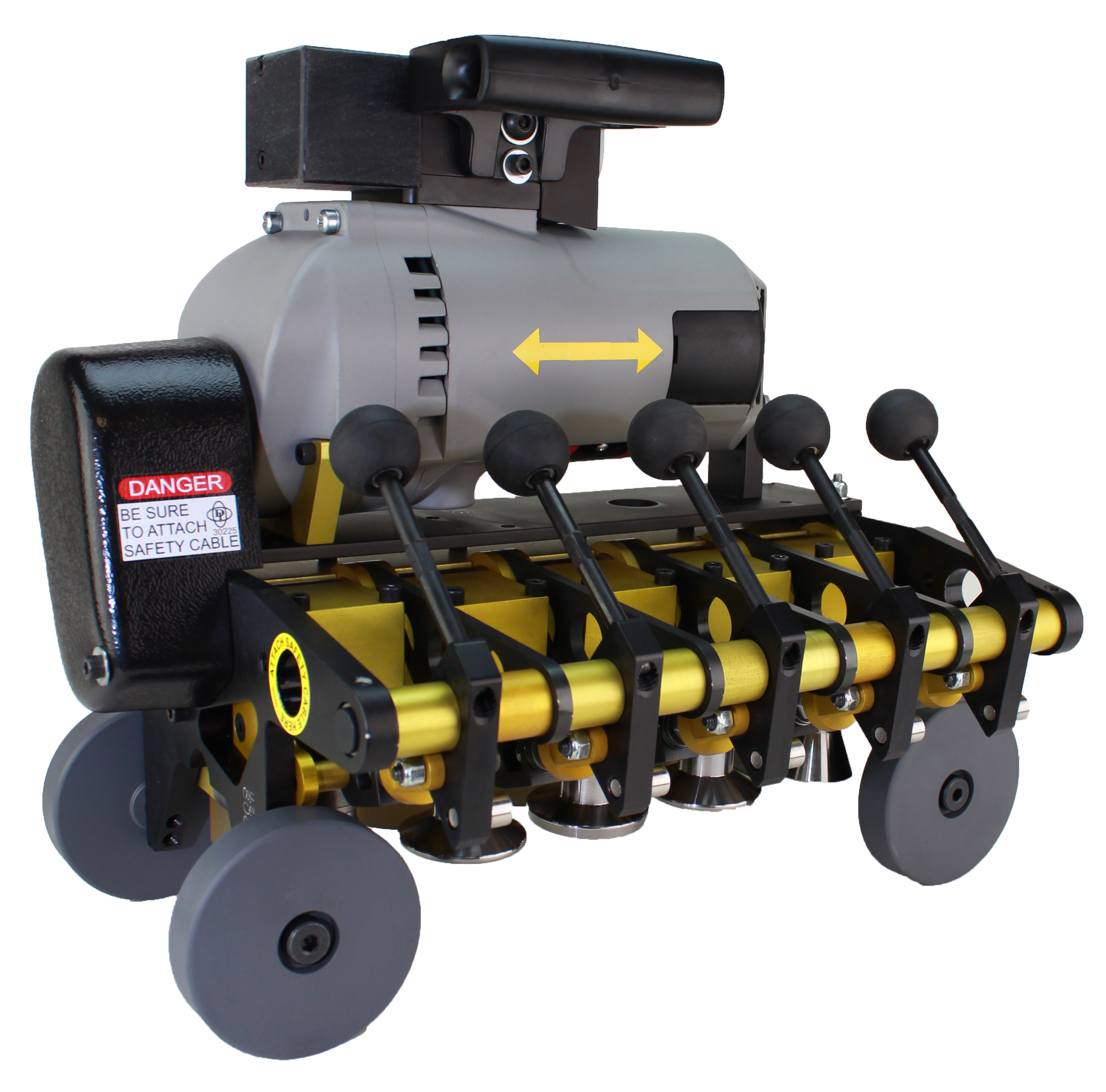
دسسگاه مخصوص متصل کننده سقف

سقف‌های فلزی گاهی از فولاد گالوانیزه موج دار ساخته می‌شوند: یک ورق فولاد آهنی چکش خوار که با روی پوشش داده شده و لوله شده و به شکل ورقه‌های مواج درآمده. یک راه دیگر مخلوط کردن روی، آلومینیم و فولاد دارای پوشش سیلیکن است. این محصولات با نام‌های تجاری چون "Zincalume" و "Galvalume" به فروش می‌رسند. سطح ممکن است سطح خام روی را نشان دهد، یا ممکن است به عنوان یک فلز پایه با رنگ‌های کارخانه ای مورد استفاده قرار بگیرد. یک محصول سقف فلزی دیگر به شکل لوله ای با عرض‌های مختلف به بازار می‌آید که فلز درز ایستاده نامیده می‌شود. مواد اولیه با استفاده از یک دستگاه متصل کننده سقف که به صورت عمود بر پنل‌ها عمل می‌کند و مفصل‌ها را به هم متصل می‌کند تا از نفوذ آب جلوگیری کند، به هم متصل می‌شوند.
ورقه‌های کاشی فلزی نیز می‌توانند مورد استفاده قرار بگیرند. این‌ها معمولاً رنگ شده‌اند یا فولاد دارای پوشش سنگی اند. پنل‌های سقفی فولادهای دارای پوشش سنگی از فولاد دارای پوشش زینک و آلومینیم با پوشش ژل اکریلیک ساخته می‌شوند. سنگ‌ها معمولاً یک محصول طبیعی با پوشش سرامیک رنگ شده‌اند. فولاد ضدزنگ نیز یک انتخاب دیگر است. فولاد ضدزنگ معمولاً به شکل لوله ای به پروفیل‌های درز ایستاده تبدیل می‌شوند. اما قطعات سقفی تکی نیز در دسترس اند. دیگر فلزاتی که برای سقف بندی استفاده می‌شوند عبارتند از: سرب، قلع و آلومینیم و مس.
مس در سقف بندی استفاده می‌شود چرا که دارای ویژگی‌هایی چون مقاومت به خوردگی، دوام، عمر زیاد، نیاز کم به نگه داری، عایق بودن مقابل فرکانس‌های رادیویی، محافظت مقابل رعد و برق و پایداری است. سقف‌های مسی معمولاً بارزترین ویژگی معماری ساختمان‌های دارای اهمیت است. این ساختمان‌ها شامل: کلیساها، ساختمان‌های دولتی و دانشگاه‌ها می‌شود. امروزه مس نه تنها در سقف‌ها مورد استفاده قرار می‌گیرد، بلکه در فلشینگ‌ها و پوشش‌های دیواری و بسیاری دیگر از المان‌های طراحی معماری مورد استفاده قرار می‌گیرد. در Lyle Center برای Regenerative Studies در پامانا واقع در کالیفرنیا، مس برای سقف بندی استفاده شده‌است (به دلیل اصول احیاکننده): اگر تصمیم بر از بین بردن ساختمان شد مس به علت ارزش بالا در بازیافت و کاربردهای گسترده می‌تواند دوباره مورد استفاده قرار بگیرد. سقف مسی دارای حفره در کتابخانه‌های ملی اوک ریج در آمریکا، به‌طور چشم‌گیری از مقدار گرما در مقایسه با قطعات سقفی فولادی دارای پوشش سنگی و قطعات سقفی از جنس آسفالت کاسته‌است که باعث کاهش هزینه‌های تأمین انرژی می‌شود.

## پوشش

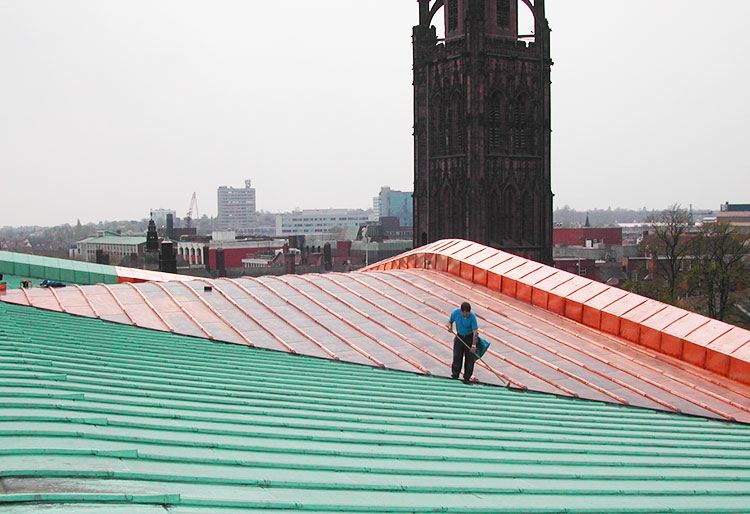
سقف دارای پوشش مس

انواع مختلفی از پوشش‌ها برای پنل‌های فلزی استفاده می‌شوند تا از زنگ زدن جلوگیری کنند، ویژگی ضدآب بودن را ایجاد نمایند یا گرما را بازتاب کنند. این پوشش‌ها از موادی مختلفی چون اپوکسی و سرامیک ساخته می‌شوند.
پوشش سرامیکی می‌تواند برای ویژگی‌های بازتاب گرمایی روی مواد سازنده سقف‌های فلزی اعمال شود. بیشتر پوشش‌های سرامیکی از رنگ‌های عادی ساخته می‌شوند که با دانه‌های سرامیک به عنوان یک افزودنی مخلوط شده‌اند.
پوشش‌ها گاهی روی مس اعمال می‌شوند. پوشش‌های خوب رنگ طبیعی، گرما و تنالیته آلیاژهای مس را حفظ می‌کنند، روغن‌ها رطوبت را از سقف‌های مسی و فلشینگ‌ها حذف می‌کنند و همزمان ظاهر آن‌ها را با ایجاد درخشش و عمق رنگ زیباتر می‌کنند. در سقف‌های مسی یا فلشینگ‌ها استفاده دوباره پس از هر سه سال می‌تواند زنگ زدن را آهسته‌تر کند. در آب و هوای خشک بیشترین فاصله زمانی بین روغن کاری‌ها می‌توانند تا پنج سال افزایش یابد. پوشش‌های رنگی کدر زمانی که یکپارچگی و طول عمر مورد نیاز است اما رنگ خاصی به جز رنگ طبیعی مس مورد نظر است، روی مس اعمال می‌شوند. زمانی که ظاهر سرب مورد نظر باشد از پوشش‌های مس با پوشش سرب استفاده می‌شود. پوشش‌های روی قلع نیز می‌توانند به عنوان یک انتخاب دیگر مورد استفاده قرار بگیرند، چرا که ظاهر و امکان عملیاتی یکسانی دارند.